# Nic Pizzolatto
Nicholas Austin (Nic) Pizzolatto (New Orleans, 18 oktober 1975) is een Amerikaans auteur, scenarioschrijver en televisieproducent. Hij is vooral bekend als de bedenker van de misdaadserie True Detective.

## Biografie
Nic Pizzolatto werd in 1975 geboren in New Orleans (Louisiana). Hij is van Italiaanse afkomst en groeide op in een arm, katholiek arbeidersgezin. Op vijfjarige leeftijd verhuisde hij met zijn familie naar het landelijke Lake Charles.
Hij studeerde achtereenvolgens aan St. Louis Catholic High School en Louisiana State University. Hij behaalde een bachelor in de afstudeerrichtingen Engels en filosofie. Na enkele jaren als barman en technisch schrijver te hebben gewerkt in Austin (Texas) sloot hij zich aan bij de University of Arkansas, waar hij in 2005 een master behaalde.

## Carrière
Pizzolatto begon zijn carrière als schrijver van korte verhalen. In 2010 werd met Galveston zijn eerste roman gepubliceerd. Het boek werd enkele jaren later verfilmd door Mélanie Laurent. Onder het pseudoniem Jim Hammett schreef hij zelf het script.
Naast schrijven gaf Pizzolatto ook lessen literatuur aan verschillende universiteiten. In het najaar van 2010 verhuisde hij naar Californië om er aan een carrière als scenarioschrijver te beginnen.
In 2011 werkte hij mee aan enkele afleveringen van The Killing (2011–2014), de Amerikaanse versie van de Deense misdaadreeks Forbrydelsen (2007–2012). Zijn grote doorbraak volgde in 2014, toen hij voor HBO de misdaadserie True Detective bedacht en schreef. Tussendoor werkte hij ook mee aan de westernremake The Magnificent Seven (2016) en de televisiefilm Deadwood: The Movie (2019).

## Filmografie

### Film
- The Magnificent Seven (2016)
- Galveston (2018)
- Deadwood: The Movie (2019) (officieus)

### Televisie
- The Killing (2011) (2 afleveringen)
- True Detective (2014–) (bedenker)